# I Dreamed a Dream (album)
I Dreamed a Dream là album phòng thu đầu tay của nghệ sĩ thu âm người Scotland Susan Boyle, phát hành ngày 23 tháng 11 năm 2009 bởi Syco Music ở Vương quốc Anh và Columbia Records ở Hoa Kỳ một ngày sau đó. Ngay sau khi trở thành hiện tượng với phần dự thi "I Dreamed a Dream" trích từ vở nhạc kịch Les Misérables ở vòng đầu tiên trong mùa giải thứ ba của Britain's Got Talent và kết thúc ở vị trí á quân của cuộc thi, Boyle đã nhanh chóng đạt được hợp đồng thu âm với hãng đĩa Syco Music của Simon Cowell và bắt đầu kế hoạch sản xuất album đầu tay. Cowell đã biên soạn một danh sách khoảng 150 bản nhạc được tích lũy trong nhiều năm từ nhiều nguồn khác nhau, trước khi cắt giảm số lượng xuống còn 50 và gửi danh sách đến nhà sản xuất Steve Mac, để ông có thể thử nghiệm những bài hát với Boyle và xem tác phẩm nào phù hợp với bà. Sau đó, họ đã sản xuất 20 bài hát cho I Dreamed a Dream, với 12 bài hát cuối cùng được chọn. Album là tập hợp những bản hát lại mà Boyle yêu thích và thu âm (11 trên tổng số 12 bài hát), bên cạnh một sáng tác mới "Who I Was Born to Be".
Mặc dù chỉ nhận được những phản ứng trái chiều từ các nhà phê bình âm nhạc, I Dreamed a Dream đã gặt hái một đề cử giải Grammy cho Album giọng pop xuất sắc nhất tại lễ trao giải thường niên lần thứ 43. Ngay sau khi phát hành, album lập tức tiếp nhận những thành công vượt trội về mặt thương mại trên toàn cầu, đứng đầu các bảng xếp hạng ở Úc, Canada, Hà Lan, Ireland, New Zealand và Thụy Sĩ, đồng thời lọt vào top 10 ở hầu hết những quốc gia nó xuất hiện, bao gồm vuơn đến top 5 ở nhiều thị trường nổi bật như Bỉ, Đức, Nhật Bản và Thụy Điển. I Dreamed a Dream cũng đứng đầu bảng xếp hạng ở Vương quốc Anh và nhanh chóng trở thành album đầu tay có doanh số tuần đầu bán chạy nhất lịch sử với 411.820 bản, và là album bán chạy nhất năm 2009 tại đây. Tại Hoa Kỳ, nó ra mắt ở vị trí số một trên bảng xếp hạng Billboard 200 với 701.000 bản, phá vỡ kỷ lục về doanh số ra mắt của một nữ nghệ sĩ mới trong kỷ nguyên SoundScan và là album bán chạy nhất tuần đầu tiên tại đây trong năm 2009, đồng thời trụ vững ở ngôi vị đầu bảng trong năm tuần liên tiếp.
Để quảng bá cho I Dreamed a Dream, bốn đĩa đơn đã được phát hành cho album: bài hát chủ đề, "Wild Horses", "You'll See" và "Amazing Grace". Boyle cũng xuất hiện trên nhiều chương trình truyền hình và lễ trao giải lớn, bao gồm America's Got Talent, Dancing with the Stars, Today và The X Factor. Ngoài ra, một chương trình truyền hình đặc biệt của nữ ca sĩ mang tên "I Dreamed a Dream: the Susan Boyle Story" với phần song ca với Elaine Paige, đã được phát sóng vào ngày 13 tháng 12 năm 2009 và đạt được 10 triệu người xem ở Vương quốc Anh, đồng thời là chương trình truyền hình đạt tỷ suất cao nhất trong lịch sử của TV Guide Network ở Hoa Kỳ. Với thành công của I Dreamed a Dream, Boyle đã được trao tặng ba Kỷ lục Guinness thế giới, cho Album của nghệ sĩ nữ tiêu thụ nhanh nhất và Doanh số tuần đầu cao nhất cho album đầu tay ở Vương quốc Anh, cũng như Nghệ sĩ lớn tuổi nhất đạt vị trí số một với album đầu tay ở Anh quốc và Mỹ. Chỉ trong sáu tuần sau khi phát hành, nó trở thành album bán chạy nhất thế giới năm 2009, và hiện tại đã tiêu thụ được hơn 14 triệu bản.

## Danh sách bài hát
| STT | Nhan đề                | Sáng tác                                                                 | Nghệ sĩ gốc                      | Thời lượng |
| --- | ---------------------- | ------------------------------------------------------------------------ | -------------------------------- | ---------- |
| 1.  | "Wild Horses"          | Mick Jagger, Keith Richards                                              | The Rolling Stones               | 4:53       |
| 2.  | "I Dreamed a Dream"    | Claude-Michel Schönberg, Alain Boublil, Herbert Kretzmer                 | Patti LuPone, từ Les Misérables  | 3:12       |
| 3.  | "Cry Me a River"       | Arthur Hamilton                                                          | Julie London                     | 2:41       |
| 4.  | "How Great Thou Art"   | Carl Boberg                                                              | Thánh ca                         | 3:12       |
| 5.  | "You'll See"           | Madonna, David Foster                                                    | Madonna                          | 4:41       |
| 6.  | "Daydream Believer"    | John Stewart                                                             | The Monkees                      | 3:18       |
| 7.  | "Up to the Mountain"   | Patty Griffin                                                            | Patty Griffin                    | 3:29       |
| 8.  | "Amazing Grace"        | John Newton                                                              | Thánh ca                         | 3:33       |
| 9.  | "Who I Was Born to Be" | Audra Mae, Mark Linn-Baker, Johan Fransson, Tobias Lundgren, Tim Larsson | Sáng tác gốc                     | 4:08       |
| 10. | "Proud"                | Steve Mac, Wayne Hector, Andy Hill                                       | Dàn diễn viên của Britannia High | 3:20       |
| 11. | "The End of the World" | Arthur Kent, Sylvia Dee                                                  | Skeeter Davis                    | 3:13       |
| 12. | "Silent Night"         | Josef Mohr, Franz Xaver Gruber                                           | Thánh ca                         | 2:59       |

| Track bổ sung tại Nhật | Track bổ sung tại Nhật | Track bổ sung tại Nhật | Track bổ sung tại Nhật | Track bổ sung tại Nhật |
| STT                    | Nhan đề                | Sáng tác               | Nghệ sĩ gốc            | Thời lượng             |
| ---------------------- | ---------------------- | ---------------------- | ---------------------- | ---------------------- |
| 13.                    | "Wings to Fly"         | Kunihiko Murai         | Akai Tori              | 3:51                   |

| DVD tặng kèm ở Tesco | DVD tặng kèm ở Tesco               | DVD tặng kèm ở Tesco |
| STT                  | Nhan đề                            | Thời lượng           |
| -------------------- | ---------------------------------- | -------------------- |
| 1.                   | "The Susan Boyle Story: Phỏng vấn" | 11:19                |
| 2.                   | "I Dreamed a Dream (Vòng thi)"     | 3:11                 |

## Xếp hạng
| Bảng xếp hạng (2009-10)                  | Vị trí cao nhất |
| ---------------------------------------- | --------------- |
| Album Úc (ARIA)                          | 1               |
| Album Áo (Ö3 Austria)                    | 7               |
| Album Bỉ (Ultratop Vlaanderen)           | 1               |
| Album Bỉ (Ultratop Wallonie)             | 5               |
| Album Canada (Billboard)                 | 1               |
| Album Đan Mạch (Hitlisten)               | 2               |
| Album Hà Lan (Album Top 100)             | 1               |
| Châu Âu (European Top 100 Albums)        | 1               |
| Album Phần Lan (Suomen virallinen lista) | 9               |
| Album Pháp (SNEP)                        | 8               |
| Đức (Offizielle Top 100)                 | 3               |
| Album Hy Lạp (IFPI)                      | 1               |
| Album Hungaria (MAHASZ)                  | 1               |
| Album Ireland (IRMA)                     | 1               |
| Album Ý (FIMI)                           | 21              |
| Album Nhật Bản (Oricon)                  | 5               |
| Album México (Top 100 Mexico)            | 5               |
| Album New Zealand (RMNZ)                 | 1               |
| Album Na Uy (VG-lista)                   | 1               |
| Album Ba Lan (ZPAV)                      | 23              |
| Album Bồ Đào Nha (AFP)                   | 16              |
| Album Scotland (OCC)                     | 1               |
| Nam Phi (RISA)                           | 7               |
| Album Tây Ban Nha (PROMUSICAE)           | 10              |
| Album Thụy Điển (Sverigetopplistan)      | 3               |
| Album Thụy Sĩ (Schweizer Hitparade)      | 1               |
| Album Anh Quốc (OCC)                     | 1               |
| Album Hoa Kỳ Billboard 200               | 1               |

| Bảng xếp hạng (2009)                  | Vị trí |
| ------------------------------------- | ------ |
| Australian Albums (ARIA)              | 1      |
| Belgian Albums (Ultratop 50 Flanders) | 93     |
| Danish Albums (Hitlisten)             | 39     |
| Dutch Albums (MegaCharts)             | 33     |
| French Albums (SNEP)                  | 53     |
| Hungarian Albums (MAHASZ)             | 47     |
| Irish Albums (IRMA)                   | 1      |
| Italian Albums (FIMI)                 | 116    |
| Japanese Albums (Oricon)              | 98     |
| Mexican Albums (Top 100 Mexico)       | 48     |
| New Zealand (Recorded Music NZ)       | 1      |
| Swedish Albums (Sverigetopplistan)    | 37     |
| Swiss Albums (Schweizer Hitparade)    | 84     |
| UK Albums (OCC)                       | 1      |
| Worldwide (IFPI)                      | 1      |
| Bảng xếp hạng (2010)                  | Vị trí |
| Australian Albums (ARIA)              | 2      |
| Austrian Albums (Ö3 Austria)          | 45     |
| Canadian Albums (Billboard)           | 2      |
| Danish Albums (Hitlisten)             | 55     |
| Dutch Albums (MegaCharts)             | 9      |
| Europe (European Top 100 Albums)      | 11     |
| French Albums (SNEP)                  | 191    |
| Hungarian Albums (MAHASZ)             | 69     |
| Italian Albums (FIMI)                 | 94     |
| Japanese Albums (Oricon)              | 51     |
| Mexican Albums (Top 100 Mexico)       | 59     |
| New Zealand (Recorded Music NZ)       | 2      |
| Swedish Albums (Sverigetopplistan)    | 15     |
| Swiss Albums (Schweizer Hitparade)    | 22     |
| UK Albums (OCC)                       | 52     |
| US Billboard 200                      | 1      |

| Bảng xếp hạng (2000-09)  | Vị trí |
| ------------------------ | ------ |
| Australian Albums (ARIA) | 18     |
| UK Albums (OCC)          | 52     |
| Bảng xếp hạng (2010-19)  | Vị trí |
| Australian Albums (ARIA) | 25     |
| US Billboard 200         | 85     |

## Chứng nhận
| Quốc gia                                                                           | Chứng nhận   | Số đơn vị/doanh số chứng nhận |
| ---------------------------------------------------------------------------------- | ------------ | ----------------------------- |
| Úc (ARIA)                                                                          | 10× Bạch kim | 700.000^                      |
| Áo (IFPI Áo)                                                                       | Vàng         | 10.000*                       |
| Bỉ (BEA)                                                                           | Vàng         | 0*                            |
| Canada (Music Canada)                                                              | 5× Bạch kim  | 400.000^                      |
| Đan Mạch (IFPI Đan Mạch)                                                           | Vàng         | 15.000^                       |
| Pháp (SNEP)                                                                        | Bạch kim     | 100.000*                      |
| Hy Lạp (IFPI Hy Lạp)                                                               | Vàng         | 3.000^                        |
| Hungary (Mahasz)                                                                   | Vàng         | 3.000^                        |
| Ireland (IRMA)                                                                     | 8× Bạch kim  | 120.000^                      |
| Ý (FIMI)                                                                           | Vàng         | 30.000*                       |
| Nhật Bản (RIAJ)                                                                    | Bạch kim     | 250.000^                      |
| México (AMPROFON)                                                                  | Vàng         | 30.000^                       |
| New Zealand (RMNZ)                                                                 | 11× Bạch kim | 165.000^                      |
| Ba Lan (ZPAV)                                                                      | Vàng         | 10.000*                       |
| Tây Ban Nha (PROMUSICAE)                                                           | Vàng         | 30.000^                       |
| Thụy Điển (GLF)                                                                    | Vàng         | 20.000^                       |
| Thụy Sĩ (IFPI)                                                                     | Vàng         | 15.000^                       |
| Anh Quốc (BPI)                                                                     | 7× Bạch kim  | 2.100.000^                    |
| Hoa Kỳ (RIAA)                                                                      | 4× Bạch kim  | 4.000.000^                    |
| Tổng hợp                                                                           |              |                               |
| Châu Âu (IFPI)                                                                     | 3× Bạch kim  | 3.000.000*                    |
| GCC (IFPI Trung Đông)                                                              | Bạch kim     | 6.000*                        |
| * Chứng nhận dựa theo doanh số tiêu thụ. ^ Chứng nhận dựa theo doanh số nhập hàng. |              |                               |